# Salou FS
Salou FS es un equipo de fútbol sala de Salou (Tarragona) España. Fue fundado en 1999. Actualmente juega en la Segunda División B de fútbol sala. La mayor categoría del club la cual ha disputado, esta temporada ha finalizado en 8.ª posición
Fue fundada por Pedro Reyes Y su hermano, dos apasionados del fútbol que ya brillaron como jugadores.